# Hada dentina
Hada dentina är en fjärilsart som beskrevs av Ignaz Schiffermüller 1776. Hada dentina ingår i släktet Hada och familjen nattflyn. Inga underarter finns listade i Catalogue of Life.